# 马长炎
马长炎（1912年11月25日—1997年1月22日），男，江西乐平人，中华人民共和国政治人物。

## 生平
1932年加入中国共产党，1934年参加中国工农红军，后担任闽北军区警卫队队长、第二纵队政治部主任，第六纵队政治委员，第三支队支队长、政治委员。后加入新四军，任新四军第三支队五团二营副营长，经历皖南事变。1941年，任新四军第七师五十七团政委、新四军第七师和含独立团团长兼政委，新四军第七师二十一旅旅长。第二次国共内战期间，担任华东野战军第六纵队十七师副师长，华东野战军南下大队大队长、巢湖军分区司令员，参加孟良崮战役、淮海战役。
中华人民共和国成立后，担任治淮委员会副秘书长、秘书长，1956年1月，担任中共安徽省委常委、安徽省人民委员会副省长。1976年，担任安徽省革委会副主任、安徽省人大常委会副主任。1997年1月22日在合肥去世。